# Крейґ Монк
Крейґ Монк (англ. Craig Monk, 23 травня 1967) — новозеландський яхтсмен.
Бронзовий призер Олімпійських Ігор 1992 року в класі Фінн.